# 아자이 히사마사
아자이 히사마사(浅井久政)는 센고쿠 시대부터 아즈치모모야마 시대까지의 무장이다.
| 전임 아자이 스케마사 | 아자이씨 당주 1542년 ~ 1560년 | 후임 아자이 나가마사 |